# Saison 2017 de l'équipe cycliste Astana
La saison 2017 de l'équipe cycliste Astana est la onzième de cette équipe.

## Préparation de la saison 2017

### Sponsors et financement de l'équipe
L'équipe Astana est principalement financée par le fonds souverain Samrouk-Kazyna, et fait à ce titre partie de « Astana Presidential », qui regroupe les équipes et clubs de sport financés par ce fonds. Selon le directeur exécutif de Samrouk-Kazyna, le budget de l'équipe cette saison est équivalent à celui de 2016 soit environ 20 millions d'euros.
La société canadienne Argon 18 est le nouveau fournisseur de cycles d'Astana. Elle s'est engagée pour trois saisons. C'est la première fois qu'elle équipe une formation du World Tour. Astana était auparavant équipée par Specialized. Les coureurs utilisent les modèles Gallium Pro, Nitrogen Pro et E-118 Next. Ces vélos sont équipés en groupe FSA. Les autres fournisseurs d'Astana sont Sidi (chaussures), Prologo (selles), Garmin (compteurs), Limar (casques), Power2Max (capteur de puissance), Vision Metron (roues), Schwalbe (boyaux),.
L'équipe change également de fournisseur de vêtements en s'engageant avec Giordana. À cette occasion, la tenue portée par les coureurs change. Alors que depuis 2010, les maillots et cuissards étaient bleus, le cuissard est désormais noir, le haut du maillot reste bleu et ces deux parties sont liées par un dégradé.

### Arrivées et départs
| Arrivées            | Équipe 2016            |
| ------------------- | ---------------------- |
| Peio Bilbao         | Caja Rural-Seguros RGA |
| Zhandos Bizhigitov  | Vino 4-ever SKO        |
| Matti Breschel      | Cannondale-Drapac      |
| Sergey Chernetskiy  | Katusha                |
| Oscar Gatto         | Tinkoff                |
| Jesper Hansen       | Tinkoff                |
| Truls Engen Korsæth | Joker Byggtorget       |
| Riccardo Minali     | Colpack                |
| Moreno Moser        | Cannondale-Drapac      |
| Nikita Stalnov      | Astana City            |
| Michael Valgren     | Tinkoff                |

| Départs            | Équipe 2017                  |
| ------------------ | ---------------------------- |
| Valerio Agnoli     | Bahrain-Merida               |
| Maxat Ayazbayev    |                              |
| Lars Boom          | Lotto NL-Jumbo               |
| Eros Capecchi      | Quick-Step Floors            |
| Andrea Guardini    | UAE Abu Dhabi                |
| Davide Malacarne   | Retraite                     |
| Vincenzo Nibali    | Bahrain-Merida               |
| Dias Omirzakov     |                              |
| Diego Rosa         | Sky                          |
| Gatis Smukulis     | Delko-Marseille Provence-KTM |
| Alessandro Vanotti | Retraite                     |
| Lieuwe Westra      | Wanty-Groupe Gobert          |

### Objectifs
Selon le manager général Alexandre Vinokourov, le principal objectif de la saison est le Tour d'Italie, où Fabio Aru doit tenter de succéder à Vincenzo Nibali. Jakob Fuglsang est désigné leader de l'équipe pour le Tour de France, avec l'ambition de le voir terminer parmi les cinq premiers. Le leader de l'équipe au Tour d'Espagne doit être désigné après les deux premiers grands tours.

## Déroulement de la saison
L'équipe Astana commence sa saison en janvier, en Australie, avec le Tour Down Under, première épreuve UCI World Tour de l'année. Luis León Sánchez, vainqueur en 2005, y est le leader. Il est accompagné de Matti Breschel, Michael Valgren, Oscar Gatto, Laurens De Vreese, Paolo Tiralongo et Artyom Zakharov. Échappé solitaire durant la première étape, Laurens De Vreese reçoit le prix de la combaticité et revêt pour une journée le maillot de leader du classement de la montagne. Luis León Sánchez termine seizième du classement général.
Astana n'envoie pas de grand leader au Dubaï Tour, dont le départ est donné le 31 janvier. Cette course est l'occasion pour Zhandos Bizhigitov, Truls Engen Korsæth et Riccardo Minali de faire leurs débuts dans l'élite professionnelle. Minali prend notamment la troisième place de la cinquième étape, derrière Marcel Kittel et Elia Viviani, et termine septième du classement général. Andriy Grivko est exclu pour avoir frappé le vainqueur de la course, Marcel Kittel.
Jakob Fuglsang prend la sixième place du Tour de la Communauté valencienne, après s'être classé neuvième de l'« étape-reine ».
Oscar Gatto se classe 5ème du Circuit Het Nieuwsblad et Truls Engen Korsaeth et Ruslan Tieubayev abandonne

## Coureurs et encadrement technique

### Effectif
L'effectif d'Astana comprend vingt-neuf coureurs de dix nationalités différentes. Dix d'entre eux sont kazakhs.
| Cycliste             | Date de naissance | Nationalité | Équipe 2016            |  |
| -------------------- | ----------------- | ----------- | ---------------------- |  |
| Fabio Aru            | 3 juillet 1990    | Italie      | Astana                 |  |
| Peio Bilbao          | 25 février 1990   | Espagne     | Caja Rural-Seguros RGA |  |
| Zhandos Bizhigitov   | 10 juin 1991      | Kazakhstan  | Vino 4-ever SKO        |  |
| Matti Breschel       | 31 août 1984      | Danemark    | Cannondale-Drapac      |  |
| Dario Cataldo        | 15 mars 1985      | Italie      | Astana                 |  |
| Sergey Chernetskiy   | 9 avril 1990      | Russie      | Katusha                |  |
| Laurens De Vreese    | 29 septembre 1988 | Belgique    | Astana                 |  |
| Daniil Fominykh      | 28 août 1991      | Kazakhstan  | Astana                 |  |
| Jakob Fuglsang       | 22 mars 1985      | Danemark    | Astana                 |  |
| Oscar Gatto          | 1er janvier 1985  | Italie      | Tinkoff                |  |
| Andriy Grivko        | 7 août 1983       | Ukraine     | Astana                 |  |
| Dmitriy Gruzdev      | 13 mars 1986      | Kazakhstan  | Astana                 |  |
| Jesper Hansen        | 23 octobre 1990   | Danemark    | Tinkoff                |  |
| Arman Kamyshev       | 14 mars 1991      | Kazakhstan  | Astana                 |  |
| Tanel Kangert        | 11 mars 1987      | Estonie     | Astana                 |  |
| Truls Engen Korsæth  | 16 septembre 1993 | Norvège     | Joker Byggtorget       |  |
| Bakhtiyar Kozhatayev | 28 mars 1992      | Kazakhstan  | Astana                 |  |
| Miguel Ángel López   | 4 février 1994    | Colombie    | Astana                 |  |
| Alexey Lutsenko      | 7 septembre 1992  | Kazakhstan  | Astana                 |  |
| Riccardo Minali      | 19 avril 1995     | Italie      | Colpack                |  |
| Moreno Moser         | 25 décembre 1990  | Italie      | Cannondale-Drapac      |  |
| Luis León Sánchez    | 24 novembre 1983  | Espagne     | Astana                 |  |
| Michele Scarponi     | 25 septembre 1979 | Italie      | Astana                 |  |
| Nikita Stalnov       | 14 septembre 1991 | Kazakhstan  | Astana City            |  |
| Paolo Tiralongo      | 8 juillet 1977    | Italie      | Astana                 |  |
| Ruslan Tleubayev     | 7 mars 1987       | Kazakhstan  | Astana                 |  |
| Michael Valgren      | 7 février 1992    | Danemark    | Tinkoff                |  |
| Artyom Zakharov      | 27 octobre 1991   | Kazakhstan  | Astana                 |  |
| Andrey Zeits         | 14 décembre 1986  | Kazakhstan  | Astana                 |  |
| Stagiaire            | Date de naissance | Nationalité | Équipe 2017            |  |
| Yevgeniy Gidich      | 19 mai 1996       | Kazakhstan  | Vino-Astana Motors     |  |
| Karl Patrick Lauk    | 9 janvier 1997    | Estonie     | Pro Immo Nicolas Roux  |  |

## Bilan de la saison
Astana termine à la quinzième place du classement par équipes du World Tour. Son meilleur coureur au classement individuel est Fabio Aru, 26e. L'équipe obtient dix-huit victoires durant cette saison, auxquelles s'ajoutent les deux succès obtenus par ses coureurs aux championnats d'Asie avec l'équipe du Kazakhstan (contre-la-montre par équipes et individuel).

### Victoires
| Victoires | Victoires                                                                      | Victoires  | Victoires | Victoires          | Victoires |
| Date      | Course                                                                         | Pays       | Classe    | Vainqueur          |           |
| --------- | ------------------------------------------------------------------------------ | ---------- | --------- | ------------------ | --------- |
| 17 avr.   | 1re étape du Tour des Alpes                                                    | Autriche   | 2.HC      | Michele Scarponi   |           |
| 9 juin    | 6e étape, Critérium du Dauphiné                                                | France     | 2.UWT     | Jakob Fuglsang     |           |
| 11 juin   | 8e étape, Critérium du Dauphiné                                                | France     | 2.UWT     | Jakob Fuglsang     |           |
| 11 juin   | Classement général, Critérium du Dauphiné                                      | France     | 2.UWT     | Jakob Fuglsang     |           |
| 21 juin   | Contre-la-montre masculin aux championnats du Kazakhstan de cyclisme sur route | Kazakhstan | CN        | Zhandos Bizhigitov |           |
| 25 juin   | Championnats du Kazakhstan de cyclisme sur route                               | Kazakhstan | CN        | Artyom Zakharov    |           |
| 25 juin   | Course en ligne masculine aux championnats d'Italie de cyclisme sur route      | Italie     | CN        | Fabio Aru          |           |
| 2 juill.  | Prologue du Tour d'Autriche                                                    | Autriche   | 2.1       | Oscar Gatto        |           |
| 5 juill.  | 5e étape du Tour de France                                                     | France     | 2.UWT     | Fabio Aru          |           |
| 6 juill.  | 4e étape du Tour d'Autriche                                                    | Autriche   | 2.1       | Miguel Ángel López |           |
| 5 août    | 5e étape du Tour de Burgos                                                     | Espagne    | 2.HC      | Miguel Ángel López |           |
| 23 août   | 5e étape du Tour d'Espagne                                                     | Espagne    | 2.UWT     | Alexey Lutsenko    |           |
| 30 août   | 11e étape du Tour d'Espagne                                                    | Espagne    | 2.UWT     | Miguel Ángel López |           |
| 3 sept.   | 15e étape du Tour d'Espagne                                                    | Espagne    | 2.UWT     | Miguel Ángel López |           |
| 30 sept.  | 1re étape du Tour d'Almaty                                                     | Kazakhstan | 2.1       | Alexey Lutsenko    |           |
| 1 oct.    | 2e étape du Tour d'Almaty                                                      | Kazakhstan | 2.1       | Jakob Fuglsang     |           |
| 1 oct.    | Grand Prix Bruno Beghelli                                                      | Italie     | 1.HC      | Luis León Sánchez  |           |
| 1 oct.    | Classement général, Tour d'Almaty                                              | Kazakhstan | 2.1       | Alexey Lutsenko    |           |

### Résultats sur les courses majeures
Les tableaux suivants représentent les résultats de l'équipe dans les principales courses du calendrier international (les cinq classiques majeures et les trois grands tours). Pour chaque épreuve est indiqué le meilleur coureur de l'équipe, son classement ainsi que les accessits glanés par Astana sur les courses de trois semaines.

#### Classiques
| Classique            | Milan-San Remo       | Tour des Flandres     | Paris-Roubaix           | Liège-Bastogne-Liège | Tour de Lombardie |
| -------------------- | -------------------- | --------------------- | ----------------------- | -------------------- | ----------------- |
| Coureur (classement) | Matti Breschel (23e) | Michael Valgren (11e) | Laurens De Vreese (15e) | Jakob Fuglsang (15e) | Fabio Aru (7e)    |

#### Grands tours
| Grand tour           | Tour d'Italie       | Tour de France                 | Tour d'Espagne                                                                                 |
| -------------------- | ------------------- | ------------------------------ | ---------------------------------------------------------------------------------------------- |
| Coureur (classement) | Dario Cataldo (14e) | Fabio Aru (5e)                 | Miguel Ángel López (8e)                                                                        |
| Accessits            | -                   | 1 victoire d'étape (Fabio Aru) | 3 victoires d'étapes (Alexey Lutsenko, Miguel Ángel López (2)), Classement général par équipes |

### Classement UCI
Astana termine à la 15e place du classement par équipes du World Tour avec 5018 points. Ce total est obtenu par l'addition des points de ses coureurs au classement individuel. Le coureur de l'équipe le mieux classé est Fabio Aru, 26e avec 1214 points.
| Rang | Coureur              | Points |
| ---- | -------------------- | ------ |
| 26   | Fabio Aru            | 1214   |
| 48   | Jakob Fuglsang       | 776    |
| 78   | Miguel Ángel López   | 520    |
| 91   | Alexey Lutsenko      | 409    |
| 92   | Michael Valgren      | 405    |
| 107  | Jesper Hansen        | 309    |
| 119  | Luis León Sánchez    | 247    |
| 132  | Oscar Gatto          | 190    |
| 137  | Pello Bilbao         | 174    |
| 144  | Sergei Chernetski    | 161    |
| 191  | Matti Breschel       | 95     |
| 194  | Andrey Zeits         | 93     |
| 197  | Dario Cataldo        | 89     |
| 201  | Andrey Grivko        | 86     |
| 233  | Laurens De Vreese    | 64     |
| 263  | Tanel Kangert        | 49     |
| 293  | Michele Scarponi     | 35     |
| 319  | Ruslan Tleubayev     | 24     |
| 343  | Truls Korsæth        | 20     |
| 372  | Riccardo Minali      | 11     |
| 383  | Bakhtiyar Kozhatayev | 10     |
| 387  | Nikita Stalnov       | 8      |
| 398  | Paolo Tiralongo      | 5      |
| 399  | Zhandos Bizhigitov   | 5      |
| 400  | Moreno Moser         | 5      |
| 405  | Dmitriy Gruzdev      | 5      |
| 408  | Daniil Fominykh      | 5      |
| 415  | Artyom Zakharov      | 4      |